# Sira Regová
Sira Abedová Regová (španělská výslovnost: [ˈsiɾa ˈreɣo]; * 20. listopadu 1973, Valencie) je španělská dietoložka a politička přidružená ke Sjednocené levici (IU), která od roku 2023 slouží jako ministryně mládeže a dětí ve vládě Španělska. Mezi lety 2019 a 2023 byla poslankyní Evropského parlamentu.

## Kariéra
Jako europoslankyně byla nominována jako kandidátka Evropské sjednocené levice – Severské zelené levice na předsedkyni Evropského parlamentu. Ve volbách konaných dne 3. července 2019 se umístila na čtvrtém místě.
Dne 15. září 2022 byla jednou z 16 europoslanců, kteří hlasovali proti odsouzení nikaragujského prezidenta Daniela Ortegy za údajné porušování lidských práv, zejména za zatčení biskupa Rolanda Álvareze.
Dne 21. listopadu 2023 byla jmenována ministryní mládeže a dětí ve vládě Španělska.
V roce 2024 kandidovala na předsedkyni IU, ale prohrála s Antoniem Maíllem.

## Politické názory
Angažuje se v boji proti násilí na ženách ve všech oblastech a na celém světě.
Po útoku Hamasu na Izrael dne 7. října 2023 zveřejnila příspěvek ve prospěch palestinského práva na odpor.

## Osobní život
Narodila se ve Valencii španělské matce a palestinskému otci a část svého mládí strávila v 'Anatě. Její otec žije s jejím bratrem na Západním břehu.